# 銀嶺の王者
『銀嶺の王者』（ぎんれいのおうじゃ、Ginrei no ôja）は、オリンピックの金メダリストで当時人気があったスキーヤー、トニー・ザイラーを招いて製作された松竹映画。
監督は番匠義彰。製作担当者は山内静夫。

## 概要
ザイラー出演のきっかけは、前年に松竹の専務がヨーロッパに調査に行った際、松竹映画をヨーロッパで配給する時の総代理店であるパールハウス社が、スケジュールを立てたり世話をしていたところ、たまたまザイラーと話し合う機会があって「どうだ日本の映画に出ないか」ということになった。
1960年1月18日、まさに今日クランク・インという時、ザイラーを招いたプロモーターでもあるパールハウス社の社長が、外国為替管理違反法の疑いで取り調べを受けた。さらに翌日、ザイラーも出入国管理違反法違反の疑いで出頭させられ、撮影中止を余儀なくされた。
このように撮影当初、トラブルに見舞われたものの撮影は無事終了。1960年4月29日に公開された。